# NGC 5338
NGC 5338 este o galaxie lenticulară situată în constelația Fecioara. A fost descoperită în 3 mai 1877 de către Lawrence Parsons. Se află la o distanță de 12,76 megaparseci de Pământ.